# Rhipidure à tête bleue
Pour les articles homonymes, voir Tête bleue.
Rhipidura cyaniceps
Espèce
Statut de conservation UICN

 LC  : Préoccupation mineure
Le Rhipidure à tête bleue (Rhipidura cyaniceps) est une espèce de passereaux de la famille des Rhipiduridae, endémique des Philippines.

## Taxinomie
Suivant les travaux phylogéniques de Sánchez-González & Moyle (2011), le Congrès ornithologique international, dans sa classification de référence 3.4 (2013), sépare de cette espèce ses sous-espèces R. c. albiventris (Sharpe) 1877 et R. c. sauli Bourns & Worcester 1894. Celles-ci deviennent des espèces à part entière, respectivement Rhipidura albiventris et Rhipidura sauli.

## Répartition et sous-espèces
Selon la classification de référence du Congrès ornithologique international (15.1, 2025) il se répartit en deux sous-espèces (ordre phylogénique) :
- R. c. pinicola Parkes, 1958 — nord-ouest de Luçon ;
- R. c. cyaniceps (Cassin, 1855) — Luçon et Catanduanes.